# Eruvadi
Eruvadi è una suddivisione dell'India, classificata come town panchayat, di 14.715 abitanti, situata nel distretto di Tirunelveli, nello stato federato del Tamil Nadu. In base al numero di abitanti la città rientra nella classe IV (da 10.000 a 19.999 persone).

## Geografia fisica
La città è situata a 08° 26' 45 N e 77° 36' 17 E.

## Società

### Evoluzione demografica
Al censimento del 2001 la popolazione di Eruvadi assommava a 14.715 persone, delle quali 6.773 maschi e 7.942 femmine. I bambini di età inferiore o uguale ai sei anni assommavano a 1.618, dei quali 851 maschi e 767 femmine. Infine, coloro che erano in grado di saper almeno leggere e scrivere erano 11.553, dei quali 5.556 maschi e 5.997 femmine.